# Thurageau
Thurageau é uma comuna francesa na região administrativa da Nova Aquitânia, no departamento de Vienne. Estende-se por uma área de 35,29 km². Em 2010 a comuna tinha 828 habitantes (densidade: 23,5 hab./km²).